# Moel Tryfan
Moel Tryfan är ett berg i Storbritannien.   Det ligger i kommunen Gwynedd och riksdelen Wales, i den sydvästra delen av landet, 300 km nordväst om huvudstaden London. Toppen på Moel Tryfan är 429 meter över havet, eller 166 meter över den omgivande terrängen. Bredden vid basen är 4,0 km.
Terrängen runt Moel Tryfan är kuperad åt sydost, men åt nordväst är den platt. Runt Moel Tryfan är det ganska glesbefolkat, med 45 invånare per kvadratkilometer. Närmaste större samhälle är Caernarfon, 7,4 km nordväst om Moel Tryfan. Trakten runt Moel Tryfan består i huvudsak av gräsmarker.